# Braaker Au (Wandse)
Die Braaker Au ist ein Bach in Schleswig-Holstein. Er wurde nach der Gemeinde Braak benannt, die er durchfließt.

## Verlauf
Die Braaker Au entspringt in der Feldmark östlich von Braak, sie verläuft überwiegend in westlicher Richtung, durchquert den nördlichen Teil der Gemeinde und unterquert die Bundesautobahn 1. Davor und danach bildet der Bach den südlichen Abschluss des Gewerbegebiets Stapelfeld/Braak. Er führt unmittelbar nördlich an der Müllverbrennungsanlage Stapelfeld vorbei und dann durch das Naturschutzgebiet Höltigbaum (den ehemaligen Standortübungsplatz Höltigbaum), bis er an dessen nordwestlichem Rand die Landesgrenze zu Hamburg erreicht und dort in die Wandse mündet.

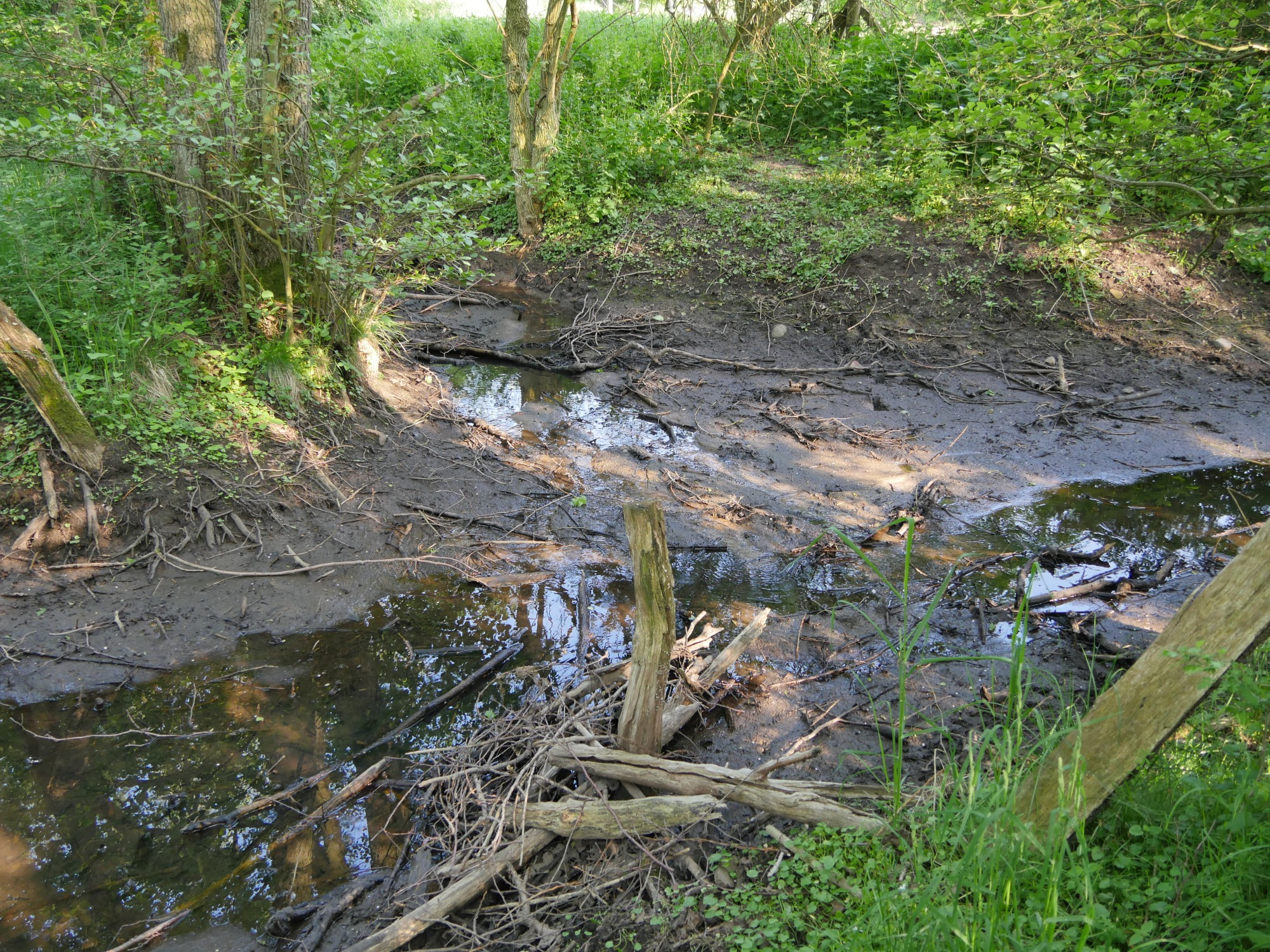
Zusammenfluss von Braaker Au und Wandse (weitgehend ausgetrocknet im Frühjahr 2018)